# 叠滘站
叠滘站是佛山地铁3号线的一个车站，位于中国广东省佛山市南海区海三路、文昌路与文华北路交叉口。该站于2024年8月23日启用。

## 车站结构

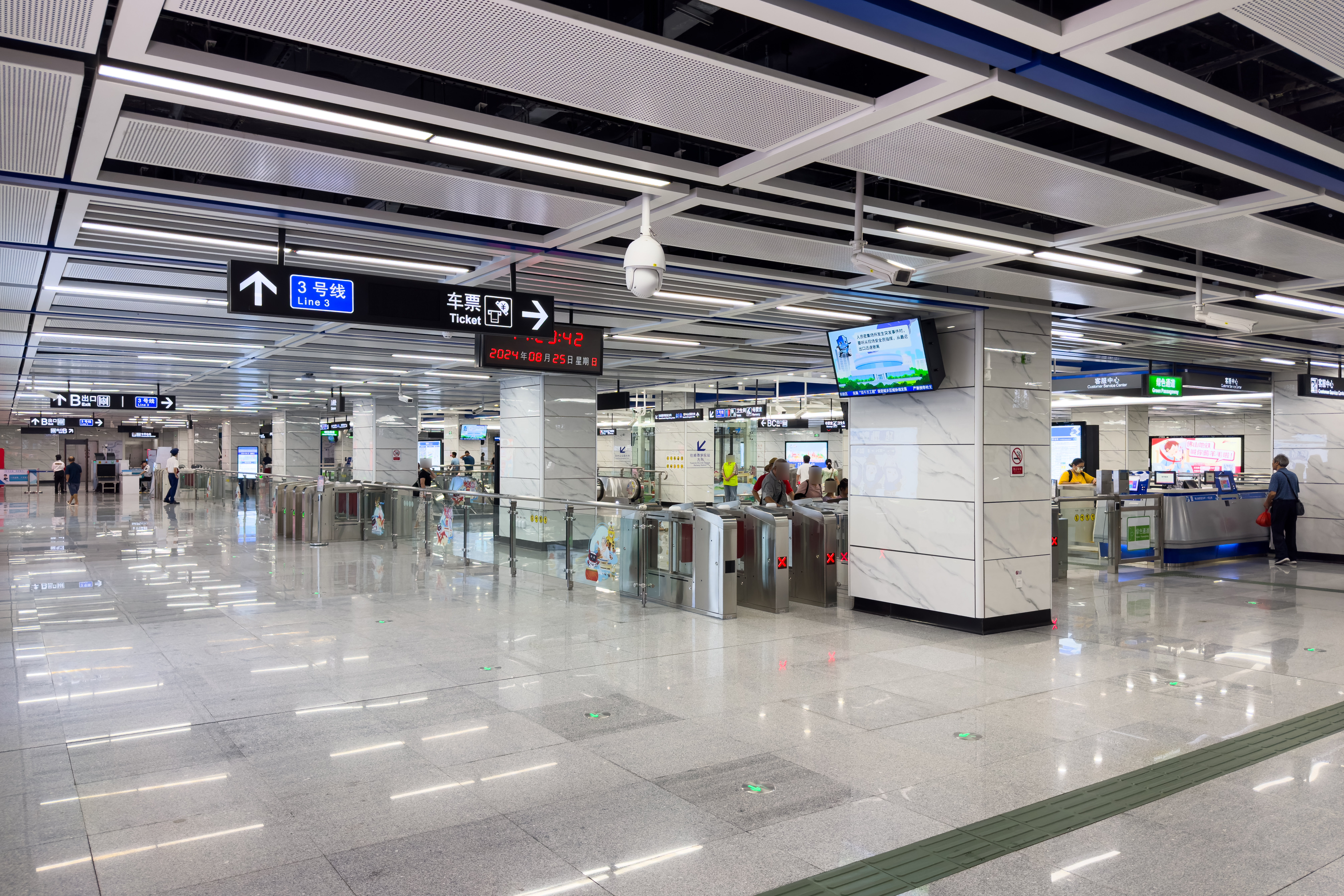
站厅

本站为地下三层侧式叠线车站，全长为149.8米，标准段宽为35.9米。
由于本站位处的海三路及文昌路较窄，且道路两侧还有大量的住宅和商铺，为了保证地铁车站与两侧建筑物的安全间距，同时减少两侧住宅的大量拆迁，所以将线路上下叠落式敷设，车站设置为地下三层叠线车站。本站亦成为佛山境内首个侧式叠线车站。

### 车站楼层
| 地下一层 | 站厅     | 售票机、客服中心、商店、警务室、安检设施 |          |          |
| 地下二层 | 侧式站台 | 侧式站台                                 | 侧式站台 | 侧式站台 |
|          | 1 站台   | █3号线 中山公园方向（下站：中山公园）    |          |          |
| 地下三层 | 侧式站台 | 侧式站台                                 | 侧式站台 | 侧式站台 |
|          | 2 站台   | █3号线 顺德学院站方向（下站：西约）      |          |          |

### 站台
本站设有一组侧式叠式站台，位于海三路及文昌路的地底。

### 出入口
本站初期设有B、C两个出入口供乘客进出，分布于文华北路东西两侧。
|                                                             |                                                       |      |          | |
| 編號                                                        | 设施                                                  | 照片 | 出口指示 | 建議前往的目的地 |
| B                                                           | 盲道标志 · 无障碍通道标志 · 升降机标志 · 扶手电梯标志 |      | 海三路   | 文华北路、东建·文华尚颂、海三路小学、文华北路公交车站（北行）、叠南市场公交车站（北行）、海三路小学公交车站、茶基村公交车站（北行）、文华桥北公交车站（北行）、海三路大润发公交车站、叠南村委公交车站（北行）                                        |
| C                                                           | 盲道标志 · 扶手电梯标志                               |      | 文昌路   | 文华北路、锦绣花园、佛山市第一中学、海三路西公交车站、文华北路公交车站（南行）、叠南市场公交车站（南行）、文沙公交车站、彩虹新村公交车站、茶基村公交车站（南行）、市一中公交车站、叠南村委公交车站（南行）、文华桥北公交车站（南行）、人民桥公交车站 |
| 註： 設有 \| 設有 \| 設有 \| 設有輪椅升降台 \| 設有扶手電梯 |                                                       |      |          | |

## 历史
本站主体结构于2017年10月27日开始围蔽施工。2022年9月28日，本站主体结构顺利封顶。
2024年8月23日，本站随3号线“镇安至中山公园”段开通而启用。

## 未来发展
规划中的广州地铁28号线（佛穗莞城际）将在本站设站，3号线建设时未对广州28号线进行预留。